# José Ramón Otero Pumares
José Ramón Otero Pumares (San Sebastián de Carballido (Alfoz), provincia de Lugo, 6 de diciembre de 1896 - Madrid, 14 de diciembre de 1963) fue un periodista, sindicalista cristiano y político español.

## Biografía
Tras emigrar con su familia a Madrid se convirtió en periodista titulado por la Escuela de El Debate. Publicó en dicho periódico así como en publicaciones gallegas como El Eco del Valle o Vallibria, en ocasiones bajo el seudónimo de Ramón del Valle de Oro. Finalizada la Guerra civil en 1939 editó el libro de poemas Amanecer. Dios y España. Versos raciales con ilustraciones del pintor Julio Quesada Guilabert. Participó como vicesecretario en Acción Obrerista, partido político integrado en la CEDA, con un ideario de sindicalismo cristiano. Dicho partido obtuvo un representante en las Cortes republicanas en la persona de Dimas de Madariaga, asesinado durante la Guerra civil.
Fue teniente de alcalde del Ayuntamiento de Madrid y presidente de la Junta Municipal del Distrito de Palacio (1934-1936). Por entonces era alcalde de la Villa, Salazar Alonso. Hasta la fecha de su muerte fue Jefe de División en la RENFE (Red Nacional de los Ferrocarriles Españoles) a la que accedió mediante oposición.
Al finalizar la Guerra Civil Española comenzó su labor de apostolado social y fundó la Hermandad Ferroviaria, que serviría de semilla junto con otras Hermandades para la fundación en 1946 del movimiento apostólico y social de las Hermandades del Trabajo, a requerimiento del entonces obispo de Madrid-Alcalá, Leopoldo Eijo y Garay, que le puso en contacto con el sacerdote Abundio García Román, de quien pasó a ser su principal colaborador en la creación y expansión de la obra, la cual se extiende rápidamente por España y América. Desde la fundación hasta su fallecimiento fue presidente nacional de las Hermandades de Trabajo. 
Su gran preocupación por los necesitados, sobre todo aquellos que no disponían de una vivienda digna, le llevó a promover el Patronato Virgen de la Almudena, en el que se dedica, con sus colaboradores, a construir viviendas de protección oficial y subvencionadas, en diversos barrios de Madrid (Alto de Extremadura, Carabanchel, San Cristóbal de los Ángeles, etc.). En total Se edificaron 2895 viviendas. Por esta labor social FUE nombrado Consejero Nacional de la Vivienda, Arquitectura y Urbanismo, por el Ministro de la Vivienda.

## Premios y distinciones
- Medalla de plata (1959), entregada por Francisco Franco "en atención a los méritos acreditados en el desarrollo del Plan de Urgencia Social de Madrid".[13]
- medalla de plata de la Villa de Madrid (junio de 1960), entregada por el alcalde de Madrid, José María Finat y Escrivá de Romaní, conde de Mayalde.[14]
- Unos años después de su fallecimiento y en la Colonia del Patriarca se inauguró una Escuela de Formación Profesional que lleva su nombre.[15]